# Unione per la Repubblica (Italia)
L'Unione per la Repubblica (UpR) è stato un partito politico italiano attivo tra il 5 novembre 1999 e il 21 maggio 2001.
La formazione fu creata su iniziativa del senatore a vita Francesco Cossiga, reduce dall'esperienza dell'Unione Democratica per la Repubblica da lui fondata.
Alla Camera, l'UpR raccolse l'adesione di otto deputati. Di questi, sei appartenevano al gruppo di Rinnovamento Italiano: Giorgio Rebuffa e Angelo Sanza, che in precedenza avevano aderito all'UDR, Demetrio Errigo, Bonaventura Lamacchia, Gianfranco Saraca e Ernesto Stajano. A questi si aggiunsero due deputati provenienti dal Partito Popolare Italiano, Andrea Guarino e Paolo Manca; entrambi avevano fatto parte di Rinnovamento Italiano.
L'UpR, tuttavia, non si costituì mai in gruppo parlamentare. Il movimento aderì comunque alla coalizione del Trifoglio insieme ai Socialisti Democratici Italiani e al Partito Repubblicano Italiano: in questo contesto, l'UpR avrebbe dovuto costituire l'anima cristiano democratica.
Il movimento rimase privo di grandi visibilità. Dopo la fine del Trifoglio e alcune defezioni (Lamacchia e Saraca aderirono all'UDEUR), Cossiga invitò i suoi membri ad aderire a Forza Italia. Fu così che Errigo, Guarino, Rebuffa, Sanza e Stajano aderirono al partito di Silvio Berlusconi. Manca restò invece nel gruppo misto.